# Hohenkirchen

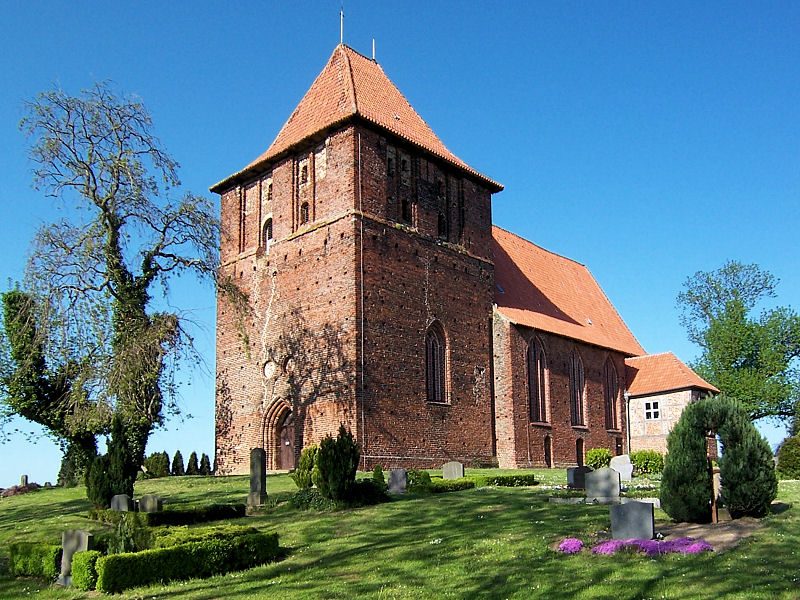
Igreja em Hohenkirchen

Hohenkirchen é um município do distrito de Nordwestmecklenburg, em Mecklemburgo-Pomerânia Ocidental, Alemanha. Esta situada a uma altitude de 15 m em relação ao mar. A população local é de 1306 habitantes.
É gerido pelo escritório Klützer Winkel, com sede em Klütz. 
O município Hohenkirchen foi formado em 1 de janeiro de 2005 a partir das comunidades anteriormente independentes Groß Walmstorf e Gramkow .

## Personalidades do lugar
- Johann Metelmann (1814-1883), educador alemão, clérigo protestante e membro da Assembleia de Representantes Mecklenburg (1848/1849).
- Wilhelm Bade (1843-1903), explorador polar.
- Gottfried Timm (nascido em 1956), teólogo, político (SPD) e de 1998 a 2006 Ministro do Interior de Mecklenburg-Vorpommern.
- Ivan von Gloeden (1815-1850), advogado e proprietário de terras em Hohenkirchen.